# Andrea Lembo
Andrea Lembo PIME (jap. アンドレア・レンボ, * 12. Mai 1974 in Treviglio) ist ein italienischer römisch-katholischer Ordensgeistlicher und Weihbischof in Tokio.

## Leben
Andrea Lembo studierte zunächst am internationalen theologischen Seminar des Päpstlichen Instituts für die auswärtigen Missionen in Monza und verbrachte anschließend ein Jahr in der Regionalniederlassung des Ordens in Detroit. Seinen theologischen Abschluss erwarb er an der Divine Word School of Theology in Tagaytay auf den Philippinen. Außerdem studierte er an der Theologischen Fakultät von Norditalien. 2003 legte er das endgültige Versprechen der Bindung an die Ordensgemeinschaft ab und empfing am 12. Juni 2004 durch Dionigi Kardinal Tettamanzi im Mailänder Dom das Sakrament der Priesterweihe.
Nach der Priesterweihe war er bis 2008 in der PIME-Niederlassung Villa Grugana in Calco in der Missions- und Berufungsarbeit tätig. Von 2009 bis 2011 studierte er die japanische Sprache und war danach bis 2012 in der Pfarrseelsorge im Bezirk Itabashi von Tokio und bis 2017 in Narashino tätig. Ab 2017 war er Pfarrer in Fuchū und ab 2021 zudem Direktor des Glaubensbildungszentrums Shinsei-Kaikan. Von 2017 bis 2023 war er außerdem Regionalsuperior seiner Gemeinschaft für Japan und ab 2023 für ganz Ostasien. Ab 2022 gehörte er dem Priesterrat des Erzbistums Tokio an.
Papst Franziskus ernannte ihn am 16. September 2023 zum Titularbischof von Mulia und zum Weihbischof in Tokio. Der Erzbischof von Tokio, Tarcisio Isao Kikuchi SVD, spendete ihm am 16. Dezember desselben Jahres in der Kathedrale St. Marien die Bischofsweihe. Mitkonsekratoren waren der Bischof von Yokohama, Rafael Masahiro Umemura, und der Bischof Sapporo, Bernard Taiji Katsuya. Lembo ist darüber hinaus Generalvikar des Erzbistums Tokio.